# Isorno, Ticino
Isorno var mellan 2001 och 2016 en kommun i kantonen Ticino, Schweiz. Kommunen fick sitt namn från floden Isorno.
Kommunen bildades 2001 genom en sammanslagning av kommunerna Auressio, Berzona och Loco. Den 10 april 2016 gick Isorno och fyra andra kommuner ihop i kommunen Onsernone.